# 対馬フォーラム
対馬フォーラム（대마도포럼)は、対馬に対する国民的関心を喚起する目的で大韓民国与野党の国会議員37人が創立した会。

## 概要
2010年9月28日に創立した。フォーラム創立式では、代表のハンナラ党議員ホ・テヨルが、「対馬は歴史的、文化的、人種的に私たちの領土であることが明らかだ」として「対馬に対する私たちの関心は初代制憲国会での領有権主張とサンフランシスコ講和会議での返還要求以後、事実上一度もない状態で現在に至った」と語った。また、対馬は地理的に韓国に近く対馬住民の血統調査でも韓国血統とほとんど一致することが明らかになったとし、対馬領有権主張の活性化に尽くすという内容を設立目的に明記している。しかし、対馬に対する関心を高める必要性を訴える一方で、「独島領有権主張に対抗する形の感情的な対応はむしろ国内外の説得力を得られない」とし、「われわれの研究と活動が両国間の親善友好協力関係を損傷させてはならない」との認識で合意した。

## 今後の活動
- 年間1、2回程度、対馬の現地踏査を通じて必要な資料を入手し、対馬関連バッジ製作と対馬を含む韓国地図の製作を行う。
- 対馬に対する国民認識改善のために地方自治体化の各種連帯事業を推進。
- 毎年上半期(3月)と下半期(11月)に分けて政策セミナーを開催。
- 国会での決議案採択を目指す。
- 国民運動大会を開催。

## 韓国の賛否
韓国の一部強硬ナショナリストからは賛成の声が上がっているが、「対馬が韓国の領土だったことはない」「日本を刺激するのは時期が悪い」などと反対の見解も多い。韓国政府の公式見解は「対馬の領有権は日本にある」としている。韓国外交通商部は馬山市の決議に対し「不必要な論議を誘発する可能性が高い」と自制を促した。韓国政界の反応は、時期が非常に良くないというのが多く、芳しくない。また、学者を中心に「対馬は江戸幕府時代から日本の領土となっている」とし、対馬の領有権主張には慎重論も多い。釜山経済大対馬研究センター所長は「現在、日本領土が明白な対馬を私たちの領土と主張することは私たちの独島領有権主張に対する国際社会の信頼まで失わせかねない」と指摘している。